# Піта велика
Піта велика (Hydrornis caeruleus) — вид горобцеподібних птахів родини пітових (Pittidae).

## Поширення
Вид поширений на півдні М'янми і Таїланду, на Малайському півострові, на Суматрі і Калімантані. Мешкає у первинному та високорослому вторинному лісі з густим підліском на висотах до 1200 м.

## Опис
Найбільший представник родини. Тіло завдовжки 29 см, вагою 210 г. Тіло масивне. Крила та хвіст короткі. Голова округла. Дзьоб довгий та міцний. У самця чорне оперення на лобі, вершині голови, потилиці та плечах, з чорною лицьовою маскою, що проходить від боків дзьоба до вуха, і чорною смужкою, яка проходить через горло від плеча до плеча, тоді як саме горло, щоки та брови мають білувато-сірий колір. Груди, боки, живіт і підхвістя сірувато-коричневі. Крила, спина і хвіст мають яскраво-синій колір. У самиці синій колір є лише на хвості і частково на крилах, в той час як решта оперення каштанове, яскравіше на грудях і голові (де залишається чорна маска і смужка того ж кольору біля основи потилиці), світліше на щоках, горлі та підхвісті і темніше на спині і крилах. У обох статей дзьоб чорнуватий.

## Спосіб життя
Трапляється поодинці. Активний вдень. Птах проводить більшу частину дня, рухаючись у гущі підліску в пошуках поживи. Живиться дощовими хробаками та равликами, рідше комахами та іншими дрібними безхребетними. Розмноження цих птахів досі не описано в природі, але вважається, що воно суттєво не відрізняється від того, що дотримуються інші види піт.

## Підвиди
- Hydrornis caeruleus caeruleus, номінальний підвид, широко поширений на Малайському півострові та на Суматрі;
- Hydrornis caeruleus hosei (Baker E. C. S., 1918), ендемік Калімантану.